# Аржентинско море
Аржентинско море (на испански: Mar Argentino) е неофициалното название на море, простиращо се в рамките на континенталния шелф извън Аржентина. То има площ от 1 млн. km2 и е едно от най-големите морета в света. Не е признато от океанографията като море. Изразява претенциите на Аржентина върху континенталния шелф.

## История
Румънският авантюрист Жулиус Попер е първият човек, използвал термина „Аржентинско море“, когато през 1891 г. публикува карта на Огнена земя. След известно време названието се разпространява сред аржентинската акватория. Водите на юг от Огнена земя се наричат „Южно море“ в текста на договора за мир и дружба между Аржентина и Чили от 1984 г.

## География
Аржентинско море се простира от север (залива Бая Бланка) на юг (остров Естадос) на около 1800 km, а ширината му достига до 800 km. На изток е широко отворено към Атлантическия океан, на юг, в района на остров Естадос се свързва с море Скотия, а на югозапад чрез Магелановия проток – с Тихия океан. Западните му брегове са предимно ниски, равнинни и доста разчленени от големите заливи Байя Бланка, Сан Матиас, Сан Хорхе, Байя Гранде. В югоизточната му част са разположени Фолклъндските острови, за които Аржентина има териториални претенции.

## Биоразнообразие
Аржентинското море е едно от най-умерените морета на света. То получава студеното Фолкландско течение от юг, което идва от Антарктика и топлото течение на Бразилия от север.
Аржентинското море има дванадесет зони, определени като места с голямо биоразнообразие. Има две международни защитени територии, една национална и осемнадесет провинциални. 
Аржентинското море има планктон, водорасли, ракообразни, сардини и аншоа.